# Stasys Janušauskas
Stasys Janušauskas (Liepāja, 13 maggio 1902 – Kaunas, 16 febbraio 1996) è stato un calciatore lituano, di ruolo difensore.

## Carriera

### Club
Ha sempre giocato nel campionato lituano.

### Nazionale
Ha rappresentato la nazionale lituana in occasione delle Olimpiadi del 1924.